# وادي الساقية
وادي الساقية (بالإسبانية: Guadasequies)‏ هي بلدية في كماركة في وادي البيضاء في منطقة بلنسية في إسبانيا.